# Circles (Solstice)
Circels was het derde studioalbum van Solstice.

## Inleiding
Solstice was nog volslagen onbekend toen via het kleine platenlabel A New Day het derde album werd uitgebracht (AND 13). De band stond onder leiding van Andy Glass die behalve musiceerde optrad als geluidstechnicus en muziekproducent. Het album is opgenomen in Audiolab, Buckingham.

## Musici
- Andy Glass – gitaar, achtergrondzang
- Marc Elton – viool
- Clive Bunker – drumstel (uit onder andere Jethro Tull)
- Emma Brown – zang
- Craig Sunderland – basgitaar

Met John McGuire – zang Sacred run

## Muziek
| Nr. | Titel                | Duur |
| --- | -------------------- | ---- |
| 1.  | Salú (Glass)         | 5:23 |
| 2.  | Circles (Glass)      | 8:30 |
| 3.  | Soul to soul (Glass) | 7:18 |
| 4.  | Thank you (Glass)    | 5:49 |
| 5.  | Medicine (Glass)     | 5:48 |
| 6.  | Sacred run (Glass)   | 6:16 |
| 7.  | Coming home (Glass)  | 3:02 |

## Nasleep
Solstice moest het hebben van de optredens en het album was op den duur niet meer in de oorspronkelijke versie te koop. Het werd in 2007 opnieuw uitgegeven via F2 Records (met extra tracks). In 2023 volde daarop nog een digitale versie. Achteraf was Solstice van de toekomst (album Prophecy) met Yes-, Camel- en Kansasklanken hier al in de kiem aanwezig, aldus progarchives.  